# Ernoul
Ernoul fue un escudero de Balián de Ibelín que escribió un relato como testigo ocular de la caída de Jerusalén en 1187. Esto se incorporó más tarde a una historia en francés antiguo de la Palestina cruzada ahora conocida como La Chronique d 'Ernoul et de Bernard le trésorier, a menudo abreviado Ernoul-Bernard. La crónica cubre los años desde 1100 hasta 1228. Algunos manuscritos copiados por Bernard, tesorero de la abadía de Corbie, extienden la narración hasta 1232. 

## Autoría
El propio Ernoul es mencionado sólo una vez en la historia, y en su propia crónica. Era escudero de Balián de Ibelín, un importante noble cruzado en el Reino de Jerusalén, y acompañó a su señor en una embajada del rey Guido de Jerusalén al conde Raimundo III de Trípoli en 1187. Balián y su séquito se quedaron un día en Nablus durante el viaje a Trípoli; el resto fue emboscado en la batalla de Seforia el 1 de mayo. Fue Ernoul quien investigó el castillo templario casi vacío de La Fève antes de que las noticias de la batalla llegaran a Balián. No se hace ninguna otra mención de Ernoul. Sin embargo, está claro que estuvo en la Batalla de los Cuernos de Hattin el 4 de julio, ya que su crónica da cuenta de ello desde la retaguardia, que estaba comandada por su señor Balián.
Según M.R. Morgan, el escudero Ernoul era Arneis de Gibelet, que fue un noble importante en el Reino de Chipre en la primera mitad del siglo XIII, y debe haber estado relacionado con los Ibelín, que también fueron importantes en esa época; los Gibelet tuvieron fuertes vínculos con los Ibelín durante los siglos XII y XIII tanto en Jerusalén como en Chipre. Peter Edbury rechaza esta identificación, quien sugiere que Arneis vivió demasiado tarde para ser Ernoul y también que sus nombres son demasiado diferentes.

## Crónica
La Crónica de Ernoul se encuentra en varios manuscritos separados pero similares, que provienen de una fuente original perdida pero que se supone que fue escrita por el propio Ernoul. La base de estos es una traducción al francés antiguo del siglo XIII de la crónica latina de Guillermo de Tiro, quien escribió en el Reino de Jerusalén entre mediados y finales del siglo XII. Esta traducción francesa llegó a ser conocida como La Estoire d'Eracles, porque Guillermo de Tiro comenzó su crónica con el reinado del emperador bizantino Heraclio.
Uno de los manuscritos más importantes es el conocido como Eracles de Lyon, que constituye la base de las ediciones modernas. Fue editado por Morgan como La Continuation de Guillaume de Tyr (1183-1197). Este manuscrito continúa hasta 1248, y la sección que contiene los años 1184-1197 no se encuentra en ningún otro manuscrito. El Recueil des historiens des croisades del siglo XIX, una colección de textos de las cruzadas recopilada por la Academia de Inscripciones y Bellas Letras, utilizó una versión diferente del Eracles conocida como el Eracles de Colbert-Fontainebleau. También hay un manuscrito más corto conocido como el abrégé, y un Eracles florentino de la Biblioteca Laurenciana en Florencia que tiene una sección única de 1191 a 1197 y continúa hasta 1277.
El texto conocido como La Chronique d 'Ernoul et de Bernard le trésorier, editado por L. de Mas Latrie en el siglo XIX, tiene una tradición manuscrita independiente. Es esencialmente el mismo que el abrégé y parece haber sido producido a partir de la traducción francesa de Guillermo de Tiro, que luego fue eliminada en su mayor parte, excepto algunas secciones. Continúa hasta 1227 o 1231, según el manuscrito.
Los textos que han sobrevivido fueron escritos en su forma definitiva entre los años 1230 y 1250. Es posible que el propio Ernoul haya escrito solo una pequeña parte, que abarca los años 1186 y 1187, en los que Balián y la familia Ibelín ocupan un lugar destacado.